# 何敏 (运动员)
何敏（1992年8月16日—），湖南衡陽人，中國男子跳水運動員。

## 簡歷
何敏3歲時被父母送到衡陽的熊倪跳水學校，開始學習跳水。
2010年，他首次代表國家參加亞運會，在1米板比賽中以481.20分力壓奧運冠軍秦凱奪得金牌。

## 主要成績
- 2010年 亞洲運動會 男子1米跳板 金牌